# Alice DeeJay
Alice DeeJay es un grupo neerlandés formado en 1999 por DJ Jurgen, e integrado originalmente por Judith Anna Pronk, Mila Levesque y Angelique Versnel. Se dieron a conocer ese mismo año con su éxito internacional «Better Off Alone».
Fue comandado por Dj Jurgen en coproducción con: Pronti (Sebastiaan Molijn), Kalmani (Eelke Kalberg), Danski (Born Dennis van den Driesschen), Delmundo (Wessel van Diepen) junto a la cantante Judith Pronk, y dos bailarinas; Mila Lazar y Angelique Versnel.
Su mayor éxito fue Better Off Alone de 1999; claro que realizaron un solo trabajo Who Needs Guitars Anyway? (2000), éxito en toda Europa.
Se separaron en 2002, pero en 2014 retornaron bajo el nombre Alice DJ con nueva vocalista. Para el 2021 reaparecen Judith, Mila y Angelique anunciando su regreso a la escena musical.

## Discografía

### Álbumes de estudio
- 2000 Who Needs Guitars Anyway? (UK #8)

### Sencillos
- 1999 "Better Off Alone" (UK #2) (US#27) (AUS #4)
- 1999 "Back In My Life" (UK #4)
- 2000 "Will I Ever" (UK #6)
- 2000 "The Lonely One" (UK #16)
- 2001 "Celebrate Our Love" (UK #17)
- 2010 "Rocket To Uranus (con Vengaboys)"
- 2010 "Better Off Alone 2010"